# Ngor kolostor
A ngor kolostor vagy ngor evam csöden (tibeti: ངོར་ཨེ་ཝམ་ཆོས་ལྡན།, kínai: 鄂尔艾旺却丹寺) kolostor a tibeti Ü-Cang tartományban Sigace prefektúraszintű várostól mintegy 20 km-re délnyugatra. Ez a tibeti buddhizmus szakja iskolájának a második legfontosabb gompája. Itt található egyben a vadzsrajána buddhizmus ngor iskolájának legfőbb temploma is.

## Története
A ngor kolostor eredete Ngorcsen Kunga Szangpóig (vagy Kunga Zangpo vagy Kun dga 'bzang po, tibeti: ངོར་ཆེན་ཀུན་དགའ་བཟང་པོ།, 1382-1444) nyúlik vissza, aki 1429-ben alapította ezt a kolostort. Az itt található szanszkrit nyelvű szövegekben gazdag könyvtár nagy hírnévre tett szert, amely szintén tartalmaz 15. századi nevar eredetű festményeket. 18 egykori felsőfokú intézménye közül csupán egyet állítottak helyre, a Lamdre Lhakang-ot. Egykor mintegy 400 szerzetes tanult it, ma már csupán egy tucat él itt.
A Lamdre Lhakang alatt található egy 60 sztúpából álló felújított sztúpa sor, azonban az egykori mandala festmények hiányoznak róluk. Ezeket ma Japánban őrzik, és a róluk készült dokumentációt ki is adták.
A ngor kolostor egyik jeles alakja Ngorcsen Koncsog Lhundrup, aki a kolostor 10. apátja volt.
A ngor iskola a tantra tanulására és gyakorlására helyezi a fő hangsúlyt. Az iskola szintén neves a hosszú – olykor egész életre szóló – elvonulásairól és szertartásairól. A ngor jelenlegi vezetője Luding Khenpo, aki ma Észak-Indiában él száműzetésben.

## Galéria

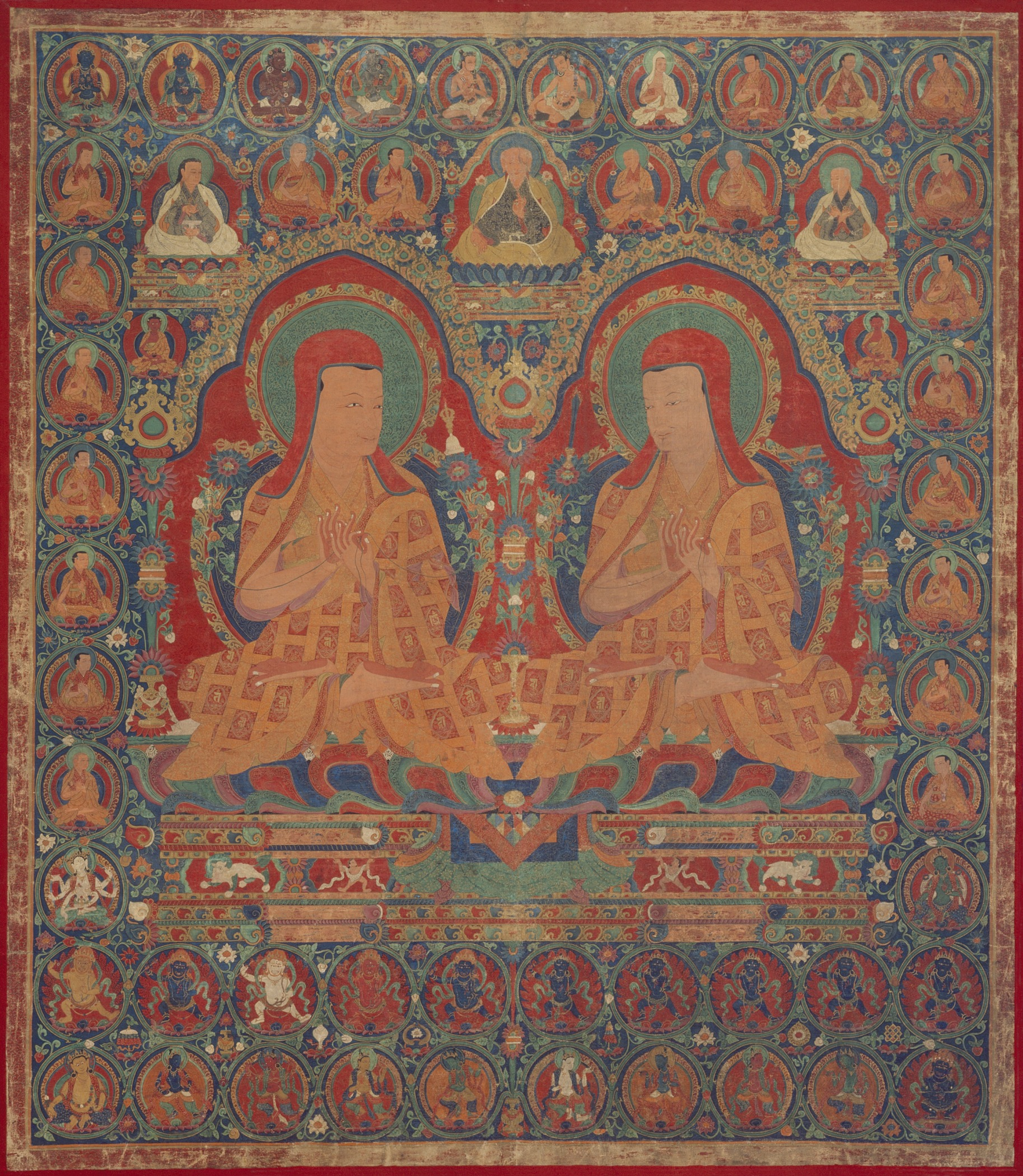
Kunga Vangcuk (1424-1478) és Szonam Szenge (1429-1489), a ngor 4. és 6. apátja
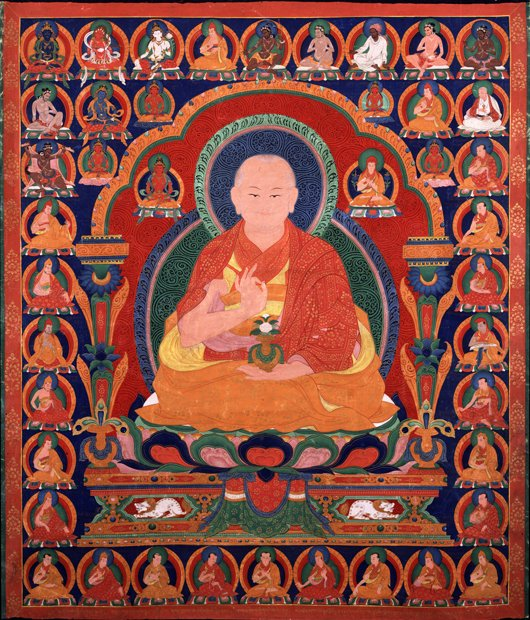
Szanggye Szengge, a ngor apátja